# 李玉良 (1958年)
李玉良（1958年8月—），内蒙古伊金霍洛旗人，汉族，中国共产党党员。中华人民共和国政治人物、第十三届全国人民代表大会内蒙古自治区代表。

## 生平
2018年，李玉良被选为内蒙古自治区出席第十三届全国人民代表大会代表。